# Hortipes auriga
Hortipes auriga är en spindelart som beskrevs av Jan Bosselaers och Rudy Jocqué 2000. Hortipes auriga ingår i släktet Hortipes och familjen flinkspindlar.
Artens utbredningsområde är Kongo. Inga underarter finns listade i Catalogue of Life.